# Wait
Wait är en låt skriven av John Lennon och Paul McCartney och inspelad av The Beatles till albumet Rubber Soul från 1965.

## Låten och inspelningen
Denna låt spelades bokstavligen in i glappet mellan Help! och Rubber Soul. Man hade hunnit påbörja den då man fick lite tid över vid den sista sessionen till Help!, 17 juni 1965. Man plockade därefter fram låten då man åter började spela in i slutet av 1965 och färdigställde låten 11 november 1965. Bedömare har beskrivit den som ett första vagt och famlande försök från gruppen att finna ny riktning. Låten kom med på LP:n Rubber Soul, som utgavs i England 3 december 1965 och i USA 6 december 1965.